# Hauteville (Pas-de-Calais)
Pour les articles homonymes, voir Hauteville.
Hauteville est une commune française située dans le département du Pas-de-Calais en région Hauts-de-France. Ses habitants sont appelés les Hautevillois.
La commune fait partie de la communauté de communes des Campagnes de l'Artois qui regroupe 96 communes et compte 33 141 habitants en 2021.

## Géographie

### Localisation
Localisée dans le sud-est du département du Pas-de-Calais, Hauteville est une commune limitrophe à l’ouest de la commune d'Avesnes-le-Comte et située, à vol d'oiseau, à 14 km à l'ouest de la commune d’Arras (chef-lieu d'arrondissement et préfecture du Pas-de-Calais).
Le territoire de la commune est limitrophe de ceux de quatre communes.
Les communes limitrophes sont  Avesnes-le-Comte, Fosseux, Lattre-Saint-Quentin, Noyelle-Vion et Wanquetin.

### Géologie et relief
La superficie de la commune est de 4,06 km2 ; son altitude varie de 95  à   137 m.

### Hydrographie

#### Réseau hydrographique
La commune est située dans le bassin Artois-Picardie. Elle est drainée par le fossé de Hauteville à Lattre Saint-Quentin,.

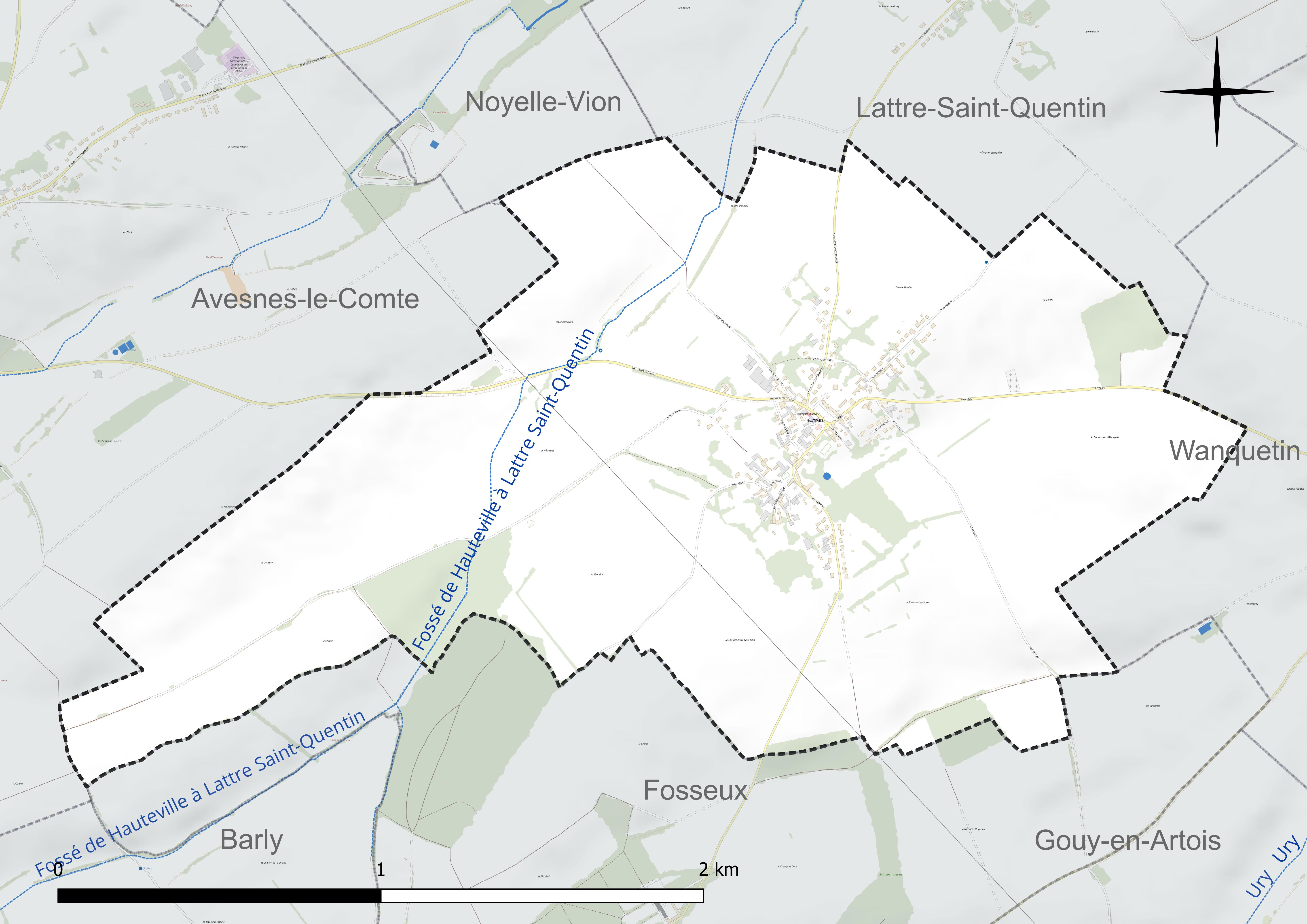
Réseau hydrographique d'Hauteville.

#### Gestion et qualité des eaux
Le territoire communal est couvert par le schéma d'aménagement et de gestion des eaux (SAGE) « Scarpe amont ». Ce document de planification concerne un territoire de 553 km2 de superficie, délimité par le bassin versant de la Scarpe amont et se composant de trois vallées : celle de la Scarpe, du Gy et du Crinchon. Le périmètre a été arrêté le 15 juillet 2010 et le SAGE proprement dit a été approuvé le 19 décembre 2023. La structure porteuse de l'élaboration et de la mise en œuvre est la communauté urbaine d'Arras.
La qualité des cours d'eau peut être consultée sur un site dédié géré par les agences de l'eau et l'Agence française pour la biodiversité.

### Climat
Pour des articles plus généraux, voir Climat des Hauts-de-France et Climat du Pas-de-Calais.
En 2010, le climat de la commune est de type climat océanique dégradé des plaines du Centre et du Nord, selon une étude du CNRS s'appuyant sur une série de données couvrant la période 1971-2000. En 2020, Météo-France publie une typologie des climats de la France métropolitaine dans laquelle la commune est exposée à un climat océanique et est dans la région climatique Nord-est du bassin Parisien, caractérisée par un ensoleillement médiocre, une pluviométrie moyenne régulièrement répartie au cours de l'année et un hiver froid (3 °C).
Pour la période 1971-2000, la température annuelle moyenne est de 10 °C, avec une amplitude thermique annuelle de 14,3 °C. Le cumul annuel moyen de précipitations est de 818 mm, avec 12,4 jours de précipitations en janvier et 9,1 jours en juillet. Pour la période 1991-2020, la température moyenne annuelle observée sur la station météorologique la plus proche, située sur la commune de Saulty à 7 km à vol d'oiseau, est de 10,4 °C et le cumul annuel moyen de précipitations est de 899,7 mm,. Pour l'avenir, les paramètres climatiques de la commune estimés pour 2050 selon différents scénarios d'émission de gaz à effet de serre sont consultables sur un site dédié publié par Météo-France en novembre 2022.

### Paysages
Pour un article plus général, voir Paysage en France.
La commune est située dans le paysage régional des grands plateaux artésiens et cambrésiens tel que défini dans l'atlas des paysages de la région Nord-Pas-de-Calais, conçu par la direction régionale de l'Environnement, de l'Aménagement et du Logement (DREAL),. Ce paysage régional, qui concerne 238 communes, est dominé par les « grandes cultures » de céréales et de betteraves industrielles qui représentent 70 % de la surface agricole utilisée (SAU).

### Milieux naturels et biodiversité

#### Espèces faunistiques et floristiques
Le site de l'Inventaire national du patrimoine naturel (INPN) recense plusieurs espèces faunistiques et floristiques sur le territoire de la commune dont certaines sont protégées et d'autres menacées et quasi-menacées.

## Urbanisme

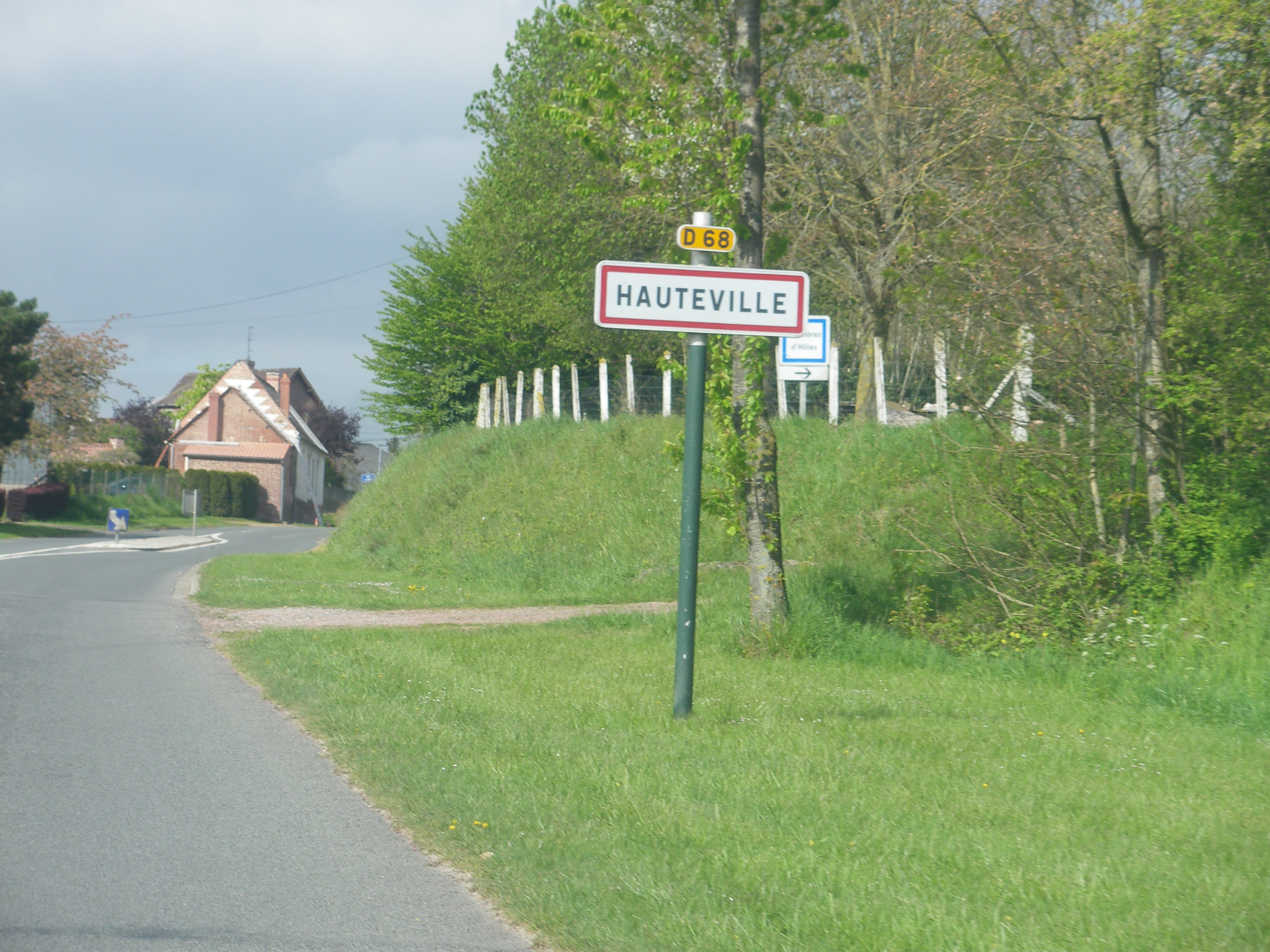
Une entrée de la commune.

### Typologie
Au 1er janvier 2024, Hauteville est catégorisée commune rurale à habitat dispersé, selon la nouvelle grille communale de densité à sept niveaux définie par l'Insee en 2022.
Elle est située hors unité urbaine. Par ailleurs la commune fait partie de l'aire d'attraction d'Arras, dont elle est une commune de la couronne,. Cette aire, qui regroupe 163 communes, est catégorisée dans les aires de 50 000 à moins de 200 000 habitants,.

### Occupation des sols
L'occupation des sols de la commune, telle qu'elle ressort de la base de données européenne d'occupation biophysique des sols Corine Land Cover (CLC), est marquée par l'importance des territoires agricoles (92,3 % en 2018), une proportion identique à celle de 1990 (92,3 %). La répartition détaillée en 2018 est la suivante : 
terres arables (76,9 %), prairies (15,4 %), zones urbanisées (6,7 %), forêts (1 %). L'évolution de l'occupation des sols de la commune et de ses infrastructures peut être observée sur les différentes représentations cartographiques du territoire : la carte de Cassini (XVIIIe siècle), la carte d'état-major (1820-1866) et les cartes ou photos aériennes de l'IGN pour la période actuelle (1950 à aujourd'hui).

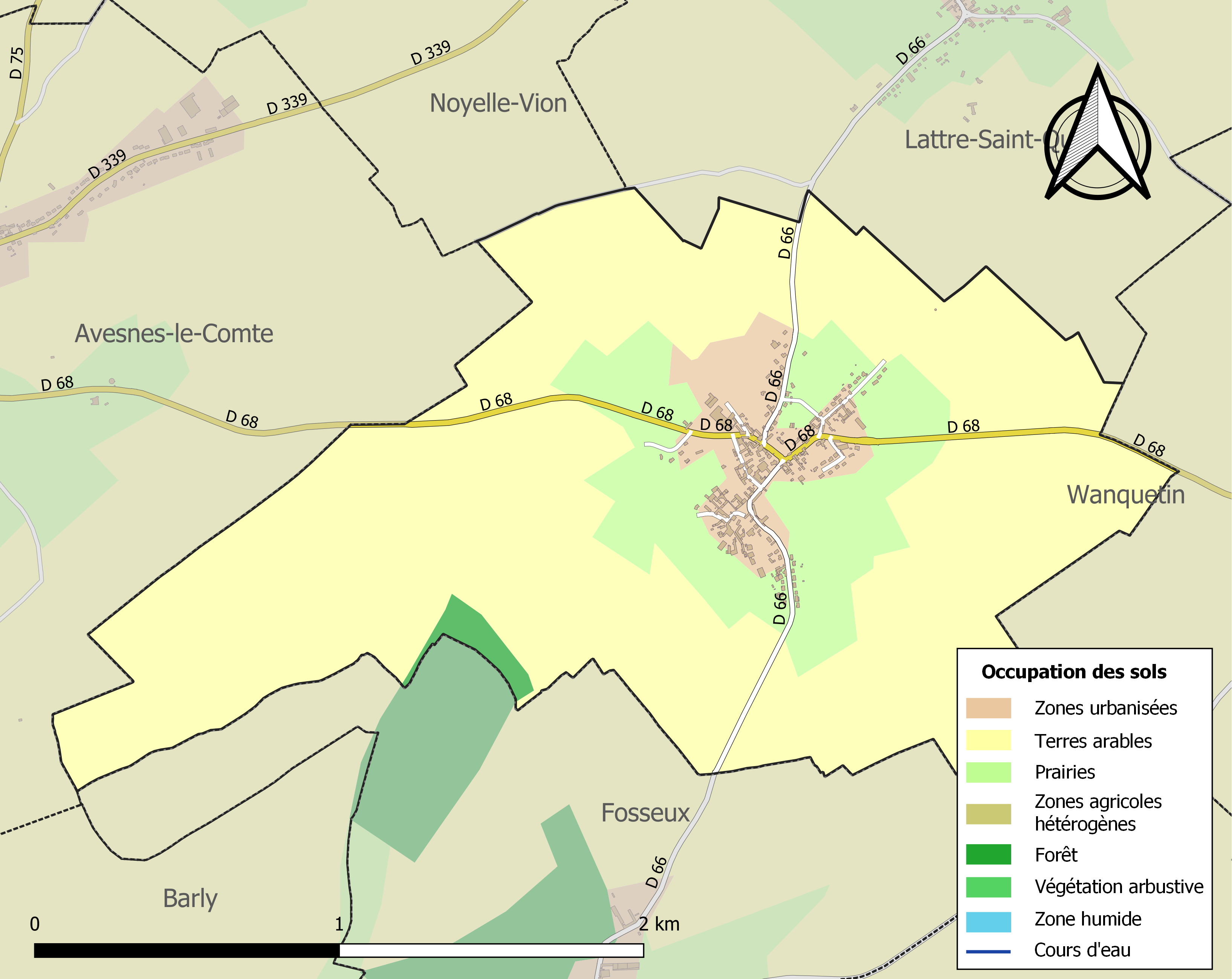
Carte des infrastructures et de l'occupation des sols de la commune en 2018 (CLC).

## Toponymie
Le nom de la localité est attesté sous les formes Auteville en 1198 (cart. du chap. d'Arr., n° 90), Haulteville en 1429 (ch. d'Art.), Audeville en 1430 (Arch. nat., JJ. 998, n° 3), Autheville en 1545 (Arch. nat., J. 787, n° 1), Aulteville en 1739 (Maillart, p. 12), Hautteville au XVIIIe siècle (Cass.).
L'origine du nom est alta villa, la « ferme haute ».

## Histoire
Pendant la Première Guerre mondiale, le 10 mai 1915 cantonnent à Bavincourt et Couturelle des troupes en provenance de la Marne, transportées en camion depuis Longueau. Le 11 mai , les troupes quittent Couturelle et gagnent Fosseux et Hauteville. Les soldats gagnent ensuite le 13 mai 1915 Haute-Avesnes.

## Politique et administration
→ Conseils pour la rédaction de cette section.

### Élections municipales et communautaires

#### Liste des maires
| Période                                  | Période                    | Identité               | Étiquette | Qualité                         |
| ---------------------------------------- | -------------------------- | ---------------------- | --------- | ------------------------------- |
| Les données manquantes sont à compléter. |                            |                        |           |                                 |
| 1989                                     | 2022                       | Daniel Vahé            |           | Réélu pour le mandat 2014-2020, |
| 27 mai 2020                              | En cours (au 19 mars 2022) | Jean-Pierre Marocchini |           | Ancien employé,                 |

## Équipements et services publics

### Enseignement
La commune appartient au  regroupement pédagogique intercommunal (RPI) de Fosseux - Hauteville - Simencourt - Wanquetin.

## Population et société

### Démographie
Les habitants de la commune sont appelés les Hautevillois.

#### Évolution démographique
L'évolution du nombre d'habitants est connue à travers les recensements de la population effectués dans la commune depuis 1793. Pour les communes de moins de 10 000 habitants, une enquête de recensement portant sur toute la population est réalisée tous les cinq ans, les populations de référence des années intermédiaires étant quant à elles estimées par interpolation ou extrapolation. Pour la commune, le premier recensement exhaustif entrant dans le cadre du nouveau dispositif a été réalisé en 2004.

En 2022, la commune comptait 306 habitants, en évolution de −3,77 % par rapport à 2016 (Pas-de-Calais : −0,72 %, France hors Mayotte : +2,11 %).
| 1793 | 1800 | 1806 | 1821 | 1831 | 1836 | 1841 | 1846 | 1851 |
| ---- | ---- | ---- | ---- | ---- | ---- | ---- | ---- | ---- |
| 379  | 307  | 324  | 369  | 364  | 387  | 401  | 374  | 342  |

| 1856 | 1861 | 1866 | 1872 | 1876 | 1881 | 1886 | 1891 | 1896 |
| ---- | ---- | ---- | ---- | ---- | ---- | ---- | ---- | ---- |
| 367  | 379  | 405  | 393  | 430  | 463  | 412  | 327  | 330  |

| 1901 | 1906 | 1911 | 1921 | 1926 | 1931 | 1936 | 1946 | 1954 |
| ---- | ---- | ---- | ---- | ---- | ---- | ---- | ---- | ---- |
| 297  | 248  | 248  | 247  | 240  | 224  | 214  | 228  | 225  |

| 1962 | 1968 | 1975 | 1982 | 1990 | 1999 | 2004 | 2006 | 2009 |
| ---- | ---- | ---- | ---- | ---- | ---- | ---- | ---- | ---- |
| 212  | 223  | 210  | 237  | 255  | 248  | 263  | 270  | 307  |

| 2014 | 2019 | 2022 | - | - | - | - | - | - |
| ---- | ---- | ---- | - | - | - | - | - | - |
| 317  | 312  | 306  | - | - | - | - | - | - |

#### Pyramide des âges
En 2018, le taux de personnes d'un âge inférieur à 30 ans s'élève à 34,3 %, soit en dessous de la moyenne départementale (36,7 %). À l'inverse, le taux de personnes d'âge supérieur à 60 ans est de 28,2 % la même année, alors qu'il est de 24,9 % au niveau départemental.
En 2018, la commune comptait 153 hommes pour 161 femmes, soit un taux de 51,27 % de femmes, légèrement inférieur au taux départemental (51,50 %).
Les pyramides des âges de la commune et du département s'établissent comme suit.
| Hommes | Classe d’âge | Femmes |
| ------ | ------------ | ------ |
| 0,7    | 90 ou +      | 0,0    |
| 7,2    | 75-89 ans    | 8,1    |
| 18,4   | 60-74 ans    | 21,9   |
| 20,4   | 45-59 ans    | 17,5   |
| 19,1   | 30-44 ans    | 18,1   |
| 13,2   | 15-29 ans    | 13,1   |
| 21,1   | 0-14 ans     | 21,3   |

| Hommes | Classe d’âge | Femmes |
| ------ | ------------ | ------ |
| 0,5    | 90 ou +      | 1,6    |
| 5,6    | 75-89 ans    | 8,9    |
| 16,7   | 60-74 ans    | 18,1   |
| 20,2   | 45-59 ans    | 19,2   |
| 18,9   | 30-44 ans    | 18,1   |
| 18,2   | 15-29 ans    | 16,2   |
| 19,9   | 0-14 ans     | 17,9   |

## Culture locale et patrimoine

### Lieux et monuments

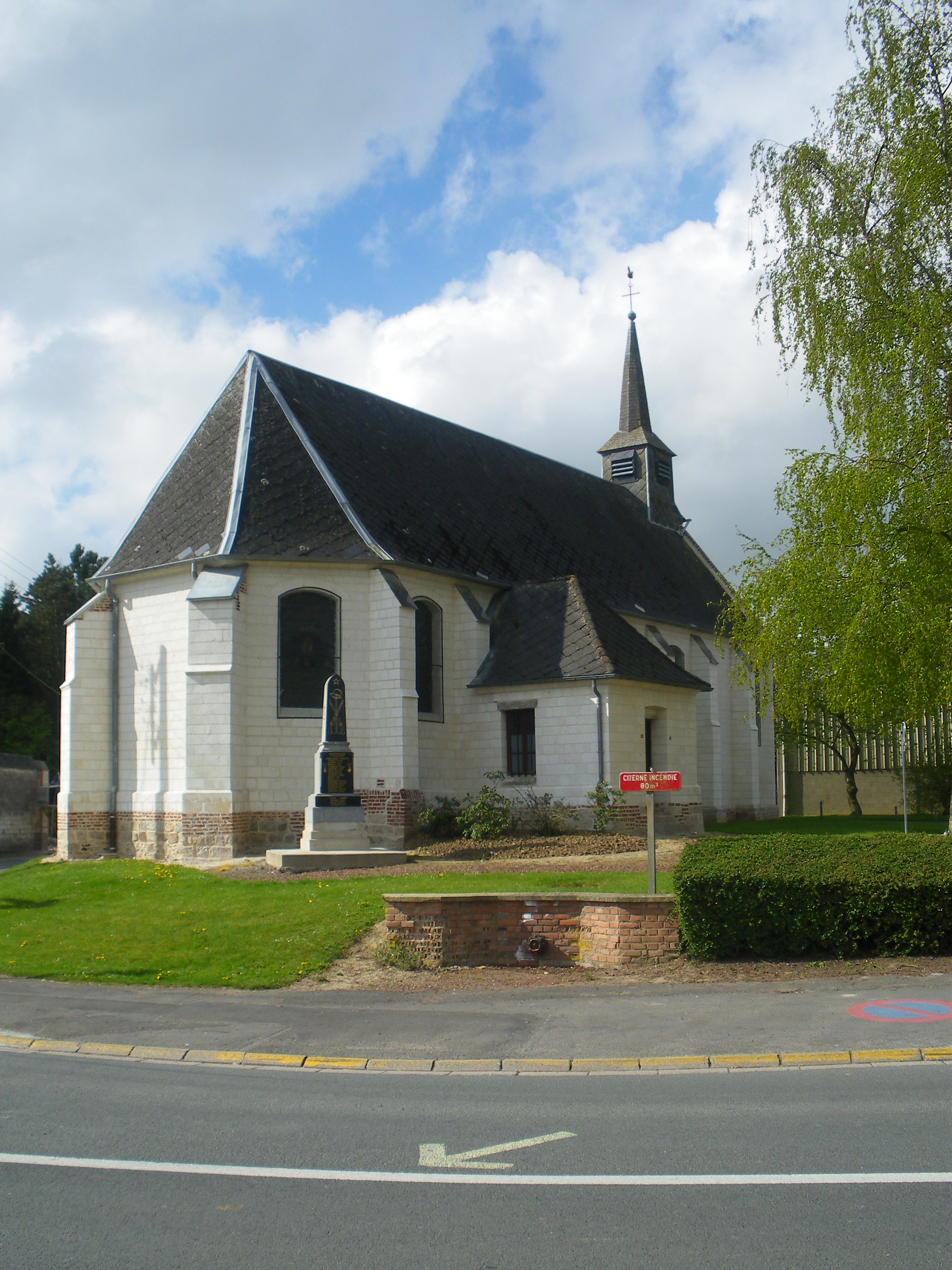
L'église Saint-Christophe et le monument aux morts.

- L'église Saint-Christophe.
- Le monument aux morts[35].

### Héraldique, logotype et devise
| Blason de Hauteville | Blason  | Écartelé : aux 1er et 4e d'argent à la fasce de sable chargée de trois molettes à cinq rais du champ, au 2e et 3e de sable à trois lions d'argent. |
| Blason de Hauteville | Détails | Le statut officiel du blason reste à déterminer.                                                                                                   |

## Pour approfondir